# Ópera Nacional de Corea
La Ópera Nacional de Corea (en coreano: 국립오페라단) es una fundación independiente cuya sede principal, es el nuevo Centro de Artes de Seúl en Corea del Sur. El arco externo central del nuevo centro de arte tiene el nombre de Ópera nacional de Seúl por encima de las ventanas. La compañía se formó a partir de la que existía anteriormente y que a partir de 1962 fue un departamento en el contexto del Teatro Nacional de Corea en Seúl. 